# 투부아이섬

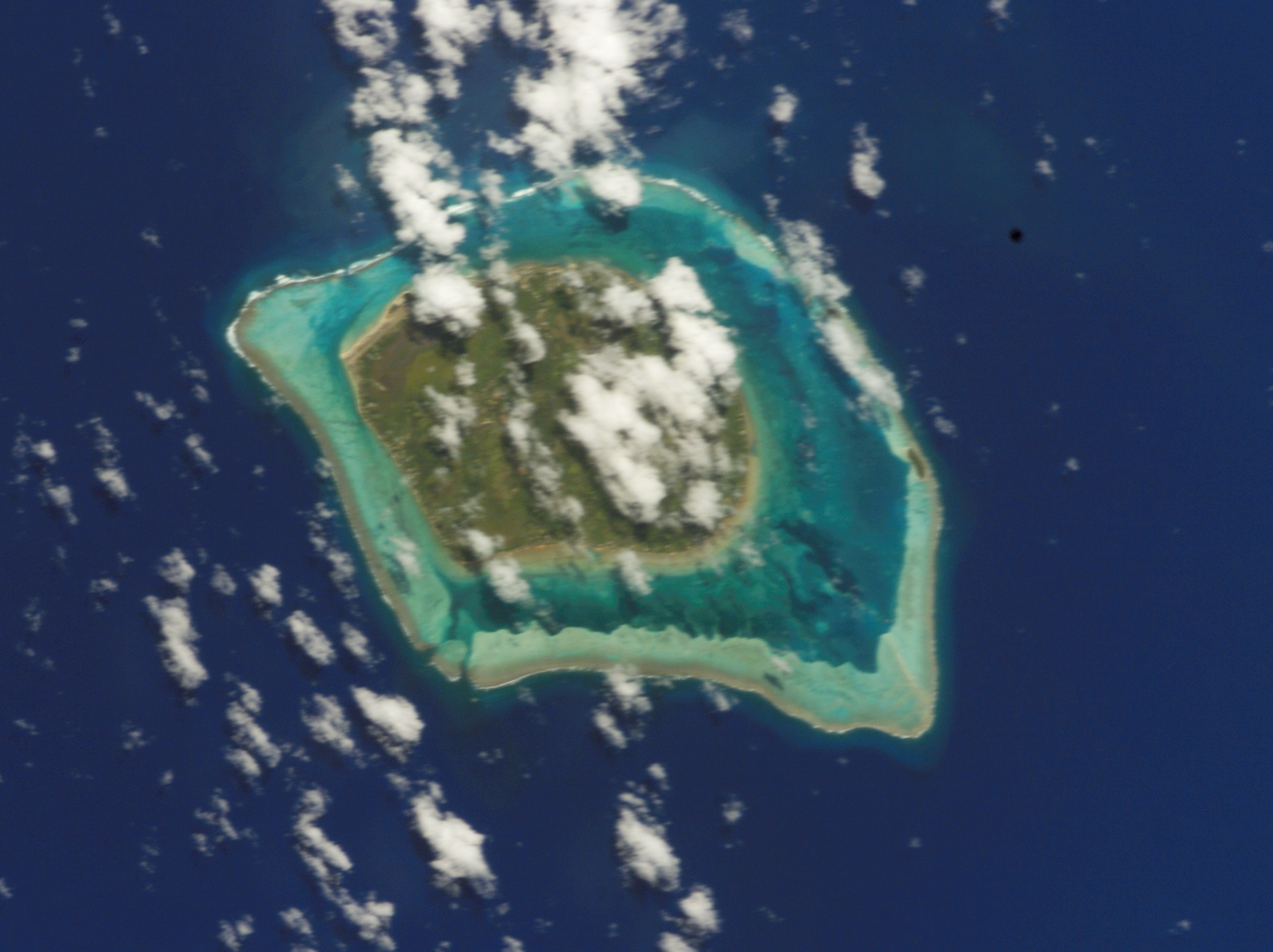

투부아이섬(Tubuai)은 타히티섬에서 남쪽으로 640킬러미터 지점에 위치한 오스트랄 제도의 주 섬이다. 투부아이섬 외에 이 제도에는 리마타라섬, 루루투섬, 라이바바에섬, 라파섬, 그리고 무인도 마리아섬이 있다. 남태평양 프랑스령 폴리네시아에서 남서쪽으로 떨어진 오스트랄 제도의 일부이다. 투부아이섬의 인구 수는 2,217명이며 면적은 45 제곱킬로미터이다. 남쪽에 치우친 위치로 인해 투부아이섬은 타히티섬보다 더 추운 경향을 보인다.
투부아이인은 원래 오스트랄어를 사용하였으나 관련된 언어인 타히티어로 대체되고 있다.